# Via da Las Vegas
Via da Las Vegas (Leaving Las Vegas) è un film del 1995 diretto da Mike Figgis.
Il film, tratto dall'omonimo romanzo di John O'Brien, morto suicida il 10 aprile 1994 all'età di soli 33 anni, senza poter di conseguenza assistere al film, permise a Nicolas Cage di aggiudicarsi numerosi premi per la sua interpretazione del protagonista.

## Trama
Ben Sanderson è un uomo che ha perso tutto, prima la famiglia e poi il lavoro. Alcolizzato, decide di andare a Las Vegas per ubriacarsi fino a morire. Ma il destino è dietro l'angolo, e proprio là Ben incontra Sara, una disperata prostituta. Tra i due nasce un amore profondo, capace di soddisfare il loro bisogno di non sentirsi soli. La loro vita però pare già segnata: Ben accetta a malincuore la professione di Sara, mentre lei non riesce a dissuaderlo dall'alcool.

## Produzione
È stato girato a Burbank, Los Angeles, Las Vegas, Laughlin, e Halifax in Canada. Costato 4 milioni di dollari, fu un successo al box office americano, incassando più di 32 milioni di dollari.

### Riprese
- Mike Figgis è anche autore della colonna sonora e compare brevemente come attore nei panni di un mafioso russo.
- Il film che Ben e Sara guardano mentre sono a bordo piscina del Desert Hotel è Il terzo uomo.
- Il barista presso il bar di motociclisti che asciuga il sangue dal volto di Ben è interpretato da Julian Lennon, figlio di John Lennon.
- Il regista Bob Rafelson compare in un cameo nei panni di un uomo al centro commerciale.

## Distribuzione
La visione del film è stata vietata ai minori di 14 anni.

## Colonna sonora
La colonna sonora del film comprende molteplici musiche del regista, e allo stesso tempo compositore, Mike Figgis, ed anche Sting ne è partecipe.
1. Intro dialogue
2. Angel eyes - Sting
3. Are you desirable?
4. Ben & Bill
5. Leaving Las Vegas
6. Sera's dark side
7. Mara
8. Burlesque
9. On the street
10. Bossa vega
11. Ben pawns his Rolex - Sera talks to her shrink
12. My one and only love - Sting
13. Sera invites ben to stay
14. Come rain or come shine - Don Henley
15. Ben and Sera - Theme
16. Ridiculous - Nicolas Cage
17. Biker bar
18. Ben's hell
19. It's a lonesome old town - Sting
20. Blues for ben
21. Get out
22. Reunited
23. Sera talks to the cab driver
24. She really loved him
25. I won't be going south for a while - The Palladinos

## Accoglienza

### Critica
Su Rotten Tomatoes Via da Las Vegas ha ricevuto il 94% di approvazione complessiva su 31 recensioni, mentre critici come Roger Ebert del Chicago Sun-Times e Rick Groen del canadese The Globe and Mail diedero ad esso voti molto alti. Ebert scrisse: "l'ubriaco e la prostituta dal cuore d'oro sono stereotipi. Cage e Shue rendono gli stereotipi dei personaggi indimenticabili". Ebert incluse il lungometraggio nella sua personale lista dei film più belli del decennio, posizionandolo ottavo.

## Riconoscimenti
Il film è stato candidato a quattro Premi Oscar: Miglior regia, sceneggiatura non originale, attore e attrice protagonisti e a quattro Golden Globe. Nicolas Cage vinse il premio come miglior attore sia agli Oscar che ai Golden Globe. Via da Las Vegas ricevette anche quattro Independent Spirit Awards tra cui miglior film, miglior regia e miglior interpretazione femminile per Elisabeth Shue.
- 1996 - Premio Oscar
  - Miglior attore protagonista a Nicolas Cage
  - Candidatura Migliore regia a Mike Figgis
  - Candidatura Miglior attrice protagonista a Elisabeth Shue
  - Candidatura Migliore sceneggiatura non originale a Mike Figgis
- 1996 - Golden Globe
  - Miglior attore in un film drammatico a Nicolas Cage
  - Candidatura Migliore regia a Mike Figgis
  - Candidatura Miglior attrice in un film drammatico a Elisabeth Shue
  - Candidatura Migliore sceneggiatura a Mike Figgis
- 1996 - Premio BAFTA
  - Candidatura Miglior attore protagonista a Nicolas Cage
  - Candidatura Miglior attrice protagonista a Elisabeth Shue
  - Candidatura Migliore sceneggiatura non originale a Mike Figgis
- 1995 - National Board of Review Award
  - Miglior attore protagonista a Nicolas Cage
- 1996 - Chicago Film Critics Association Award
  - Miglior attore protagonista a Nicolas Cage
  - Miglior attrice protagonista a Elisabeth Shue

- 1995 - Boston Society of Film Critics Award
  - Miglior attore protagonista a Nicolas Cage
- 1996 - Independent Spirit Award
  - Miglior film a Lila Cazès e Annie Stewart
  - Migliore regia a Mike Figgis
  - Miglior attrice protagonista a Elisabeth Shue
  - Migliore fotografia a Declan Quinn
  - Candidatura Miglior attore protagonista a Nicolas Cage
  - Candidatura Migliore sceneggiatura a Mike Figgis
- 1995 - Los Angeles Film Critics Association Award
  - Miglior film
  - Migliore regia a Mike Figgis
  - Miglior attore protagonista a Nicolas Cage
  - Miglior attrice protagonista a Elisabeth Shue
- 1995 - New York Film Critics Circle Award
  - Miglior film
  - Miglior attore protagonista a Nicolas Cage
- 1996 - Screen Actors Guild Award
  - Miglior attore protagonista a Nicolas Cage
  - Candidatura Miglior attrice protagonista a Elisabeth Shue